# Дельта-2000
«Дельта-2000» (англ. Delta-2000) — американская двухступенчатая ракета-носитель среднего класса, семейства Дельта, разработанная компанией McDonnell Douglas (ныне — Boeing). 
Первый запуск ракеты-носителя Дельта-2000 был произведён 19 января 1974  года в 01:38:47 UTC со стартовой площадки LC-17В космодрома Канаверал, в процессе которого был успешно запущен космический аппарат Skynet IIA, во время запуска была использована модификация РН Дельта-2313 с номером 587/D100.
В период с 1974 года по 1975 год было произведено 44 пуска, из них один  (19 января 1974), был неудачный — спутник Skynet-2A был выведен на неправильную орбиту. Стоимость каждого запуска оценивалась в среднем в 28,52 млн. долларов США в ценах 1985 года и зависела от комбинации ракеты-носителя.